# Stig Tøfting
Stig Tøfting (* 14. August 1969 in Århus) ist ein ehemaliger dänischer Fußballspieler.

## Karriere

### Verein
Der gebürtige Aarhuser Stig Tøfting begann mit dem Fußball bei ASA Aarhus, bevor er in die Jugend von Aarhus GF wechselte. 1989 stieg er in die erste Mannschaft auf und absolvierte bis 1993 95 Erstligaspiele, in denen er zehn Tore schoss. Daraufhin wechselte Tøfting nach Deutschland in die Bundesliga zum Hamburger SV. Während seiner ersten Periode in Hamburg spielte er in lediglich zwölf Partien (drei Torerfolge) und so wurde er von 1994 bis 1995 nach Dänemark an Odense BK sowie zweimal an Aarhus GF verliehen. Letztere verpflichteten ihn im Endeffekt endgültig und so spielte Stig Tøfting bis 1997 in seiner Geburtsstadt. 1997 wagte er erneut den Sprung in die Bundesrepublik, dieses Mal zum MSV Duisburg, wo er auf Anhieb zum Stammspieler wurde und in seinem ersten Jahr mit den Zebras das Finale im DFB-Pokal erreichte, in der die Duisburger gegen den FC Bayern München verloren. Im April 2000 kehrte Tøfting nach Aarhus zurück, allerdings kehrte er noch im Sommer im gleichen Jahr nach Hamburg zum HSV zurück. Mit den Hanseaten, wo er sich anders als in den 1990er-Jahren einen Stammplatz erkämpfen konnte, spielte Stig Tøfting in der UEFA Champions League 2000/01, wo die Hamburger allerdings in der ersten Gruppenphase ausschieden. Immerhin trotzten sie dem italienischen Rekordmeister Juventus Turin im Auftaktspiel nach einem 0:1- und 1:3-Rückstand ein 4:4 ab, im Rückspiel im Stadio delle Alpi gewann der HSV mit 3:1. Dabei war Tøfting in beiden Partien zum Einsatz gekommen.
Anfang 2002 wechselte er nach England in die Premier League zu den Bolton Wanderers. Infolge einer Verurteilung zu einer Gefängnisstrafe in Dänemark trennte sich der Klub 2003 von Stig Tøfting; für den Klub kam er in lediglich 14 Partien zum Einsatz. Kurze Zeit später war er wieder auf freiem Fuß und ging nach Asien, wo er sich in China Tianjin Teda anschloss. Bereits ein halbes Jahr später kehrte er zu Aarhus GF zurück, wo er im Dezember 2004 nach einer Prügelattacke entlassen wurde. Im Februar 2005 wechselte Tøfting nach Schweden zu BK Häcken und erkämpfte sich dort einen Stammplatz. Mit drei Toren in 23 Partien trug er zum Klassenerhalt der Göteborger bei. Daraufhin kehrte er nach Dänemark zurück und schloss sich Randers FC an, mit denen er als Zweitligist 2006 den dänischen Pokalwettbewerb gewann – es war sein dritter Pokalsieg in seiner Karriere. Ende 2007 beendete Tøfting seine aktive Laufbahn.

### Nationalmannschaft
Stig Tøfting absolvierte sein erstes Spiel für die dänische Nationalmannschaft am 30. Januar 1993 beim 2:2 im Testspiel Tempe in Arizona gegen die Vereinigten Staaten. Nach einem weiteren Einsatz am 31. März 1993 beim 1:0-Sieg im WM-Qualifikationsspiel in Kopenhagen gegen Spanien dauerte es drei Jahre, bis Tøfting dem Kader der Dänen angehörte. Bei der Europameisterschaft 1996 in England gehörte er zum dänischen Kader und absolvierte mit seinem einzigen Turniereinsatz bei der 0:3-Niederlage gegen Kroatien sein drittes Länderspiel; die Dänen schieden nach der Gruppenphase aus. Zwei Jahre später gehörte Stig Tøfting bei der Weltmeisterschaft in Frankreich zum dänischen Aufgebot und kam im Gruppenspiel gegen den Gastgeber und im verlorenen Viertelfinale gegen Brasilien zum Einsatz. Nach sieben Einsätzen in der Qualifikation (inklusive der erfolgreichen Relegation gegen Israel) gehörte er auch bei der Europameisterschaft 2000 in den Niederlanden und Belgien zum dänischen Kader. Dort kam Tøfting in allen Gruppenspielen zum Einsatz, konnte allerdings das Ausscheiden nicht verhindern. Das vierte und letzte große Turnier des gebürtigen Aarhusers mit der Nationalmannschaft war die Weltmeisterschaft 2002 in Japan und Südkorea, für die er nach neun Qualifikationsspielen nominiert wurde. Dort erreichte Dänemark das Achtelfinale und Stig Tøfting kam in allen vier Partien zum Einsatz. Nach dem Turnier trat er aus der Nationalmannschaft zurück.

## Karriere als Trainer
Nach seinem Karriereende wurde er Co-Trainer bei Randers FC und hatte den Posten bis 2009 inne. Am 19. April 2010 kehrte er zu seinem Stammklub Aarhus GF zurück und übernahm bis zum Saisonende den Posten des Co-Trainers. Den Abstieg des Klubs konnte er allerdings nicht abwenden.

## Titel
Landspokalturneringen: 1992, 1996 (beide mit Aarhus GF) und 2006 (mit Randers FC)

## Konflikt mit der Justiz
Stig Tøfting hatte im Laufe seiner Karriere mehrere Konflikte mit der Justiz in Dänemark. 1999 wurde er in Aarhus zu einer 20-tägigen Haftstrafe verurteilt, nachdem er einen Passanten niedergeschlagen hatte. Im Juni 2002, nach der Rückkehr von der Fußball-Weltmeisterschaft 2002, schlug Tøfting im Kopenhagener Restaurant „Café Ketchup“ den Chef nieder. Bei der Flucht wurde er von einer Zivilstreife festgenommen. Im Oktober 2002 wurde er deswegen zu einer viermonatigen Haftstrafe verurteilt. Deswegen trennte sich 2003 sein damaliger englischen Klub Bolton Wanderers von Tøfting. Im Juli 2003 wurde er aus dem Gefängnis entlassen.
2014 veröffentlichte die Redaktion von France Football eine Liste der „50 weltweit problematischsten Fußballspieler seit den späten 1960er Jahren“, in der sie Tøfting auf Rang drei einordnete und dies insbesondere damit begründete, dass er wiederholt mit dem Gesetz in Konflikt geraten sei.